# Ограбление на Бейкер-стрит (фильм)
«Ограбле́ние на Бе́йкер-стрит» (англ. The Bank Job) — криминальный триллер режиссёра Роджера Дональдсона, вышедший на экраны в 2008 году. Фильм основан на реальных событиях ограбления банка в 1971 году. 

## Сюжет
События происходят в Лондоне в 1971 году. Терри Лезер — продавец автомобилей с криминальным прошлым. Он едва сводит концы с концами. После неприятного разговора с кредиторами он встречает старую знакомую Мартин Лав, которая предлагает ему ограбить банк и разом решить все финансовые проблемы. Терри соглашается. Идея ограбления исходит от сотрудника МИ-5 Тима Эверетта, который желает выкрасть компромат на члена британской королевской семьи. Материалы находятся в отделении Lloyds Bank на Бейкер-стрит, в депозитной ячейке № 118, принадлежащей чернокожему борцу с расовой дискриминацией, экстремисту Майклу X. Компромат даёт ему иммунитет против преследований со стороны спецслужб. Мартин поймали при попытке ввезти наркотики в страну, и помощь спецслужбам — условие её сделки со следствием. Мартин не раскрывает новым сообщникам для чего нужно проникнуть в банк, для них это ограбление с целью наживы. 
План дела подсказывает Мартин. Терри собирает команду и разрабатывает план ограбления банка с помощью подкопа из соседнего магазина. Ограбление проходит успешно, но с накладками. Звук отбойного молотка грабителей настораживает соседний магазин. Радиолюбитель в момент проникновения в хранилище перехватывает подозрительные разговоры в эфире, записывает и передаёт их силовикам. Однако к моменту посещения агентами помещения банка банда успевает скрыться и вынести ценностей на сотни тысяч фунтов и компромат. Когда преступники начинают делить добычу, они обнаруживают фотографии, и становится понятным, зачем нужно было вскрыть хранилище, также выясняется роль Мартин. Терри понимает, что когда факт ограбления станет известен общественности, на него и сообщников начнут охоту как силовые ведомства, так и местная мафия. Авторитет Лью Фогель хранил в одной из ячеек досье на подкупленных им полицейских чинов и членов правительства. Соня Берн содержала подпольный бордель и хранила скандальные фотографии высокопоставленных чиновников в одной из ячеек. Одного из членов группы — Дейва Шиллинга — ловят и пытают, заставив рассказать подробности ограбления. Терри удаётся договориться с МИ-5 и лордом Маунтбеттеном о том, чтобы обменять свою жизнь и жизнь одного из сообщников на украденные материалы и получить новые паспорта для себя и семьи. Грабители передают досье на коррумпированных полицейских честному представителю следствия Рою Гивену и их освобождают от преследования. Терри в итоге удаётся скрыться и вместе с семьёй покинуть страну.
В концовке рассказывается история ключевых персон, вовлечённых в события. Около 100 владельцев вскрытых ячеек так и не обратились в полицию за расследованием. Дело так и осталось нераскрытым.

## В ролях
| Актёр               | Роль           |
| ------------------- | -------------- |
| Джейсон Стейтем     | Терри Лезер    |
| Саффрон Берроуз     | Мартин Лав     |
| Ричард Линтерн      | Тим Эверетт    |
| Стивен Кэмпбелл Мур | Кевин Суэйн    |
| Дэниэл Мейс         | Дейв Шиллинг   |
| Джеймс Фолкнер      | Гай Сингер     |
| Алки Дэвид          | Бамбас         |
| Майкл Джибсон       | Эдди Бартон    |
| Питер Боулз         | Майлз Аркуарт  |
| Дэвид Суше          | Лью Фогель     |
| Кили Хоуз           | Уэнди Лезер    |
| Питер Де Джерси     | Майкл Х        |
| Хэтти Морахан       | Гейл Бенсон    |
| Алистер Петри       | Филипп Лайл    |
| Мик Джаггер         | служащий банка |

## Сборы
В первые выходные собрал 5 935 256 $ (четвёртое место). В прокате с 7 марта по 5 июня 2008, наибольшее число показов в 1 613 кинотеатрах единовременно. За время проката собрал в мире 64 822 796 $ (82 место по итогам года), из них 30 060 660 $ в США (98 место по итогам года) и 34 762 136 $ в остальном мире. В странах СНГ фильм шёл с 27 марта по 27 апреля 2008 года и собрал 2 857 373 $.

## Дополнительная информация
- В 2009 году фильм был номинирован на премию Эдгара Аллана По за лучший киносценарий (Дик Клемент, Йен Ла Френе).
- Съёмки проходили в Лондоне с января по март 2007 года.